# Brama Chełmińska
Brama Chełmińska (niem. Kulmer Tor) – jedna z ośmiu bram Starego Miasta w Toruniu, która znajdowała się w północnej części Starego Miasta, na obszarze dzisiejszego placu Teatralnego.

## Historia
Brama Chełmińska została wybudowana na przełomie XIII i XIV wieku. Ta czterokondygnacyjna brama wieżowa była prawdopodobnie najwyższą bramą Torunia – łącznie z dachem mierzyła około 21 metrów, przy niemal 8 metrach szerokości. Wraz z sąsiadującymi basztami miała bronić północnej części murów Starego Miasta. Przed bramą już wówczas powstawało Chełmińskie Przedmieście z kościołami św. Wawrzyńca i św. Jerzego, przy którym funkcjonowało leprozorium. Na samej bramie znajdował się wizerunek Najświętszej Maryi Panny. W pobliżu Bramy Chełmińskiej powstawały zakłady kołodziejskie i kowalskie.
Dla dodatkowego wzmocnienia tego odcinka murów, przed bramą, w 1449 roku wybudowano Barbakan Chełmiński. Jeszcze dalej na północ znajdowało się jednopiętrowe przedbramie połączone z barbakanem zwodzonym mostem nad dwunastometrową fosą barbakanu. Sama brama miała osobną fosę, nad którą poprowadzono szyję łączącą bramę z barbakanem. Ok. 1883 roku barbakan przebudowano na mieszkania.
Barbakan uległ zniszczeniu podczas oblężenia Torunia przez wojska szwedzkie podczas III wojny północnej. Karola XII w 1703 roku w ramach III wojny północnej. W 1704 roku na południowej elewacji bramy zamontowano zegar słoneczny.
Na szczycie bramy znajdowała się metalowa chorągiewka przedstawiająca kucharza Jordana, który zgodnie z legendą przyczynił się do zdobycia zamku krzyżackiego przez toruńskich mieszczan w 1454 roku. Chorągiewka przetrwała do czasów współczesnych, obecnie znajduje się w Ratuszu Staromiejskim.
W 1807 roku ks. Grotowski, administrator kościoła św. Janów, zaproponował założenie nowego cmentarza przed Bramą Chełmińską lub Starotoruńską. Nie uzyskał stosownej zgody.
Wrota, pomimo niezadowolenia toruńskiej społeczności lokalnej, w XIX wieku władze niemieckie przeznaczyły do rozbiórki. W 1875 roku rozpoczęto niwelowanie terenu wokół bramy, osuszono i zasypano fosę oraz zlikwidowano drewniany most znajdujący się przed budynkiem. Pomimo tych przygotowań, około lat 1880–1883 bramę przebudowano, dostosowując ją do celów mieszkaniowych. Samą bramę rozebrano definitywnie w 1889 roku.